# René Iché
René Iché (Sallèles-d'Aude, 21 gennaio 1897 – Parigi, 23 dicembre 1954) è stato uno scultore francese.

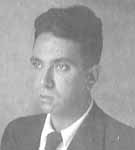
René Iché

Molte delle sue opere sono raccolte nei musei d'arte moderna, a Parigi, Saint-Étienne, New York. Ha partecipato alla Biennale di Venezia del 1948.
Famosa la sua scultura Guernica, una delle sue opere più intime e violente, realizzata a seguito della notizia radio del bombardamento della città basca di Guernica il 26 aprile 1937.
Il modello per l'opera fu sua figlia Hélène di sei anni. La scultura, tuttora proprietà privata della famiglia dell'artista, fu esposta una sola volta nel 1997 in occasione di una mostra commemorativa per il centesimo anniversario della nascita di Iché.

## Alcune opere ospitate in istituzioni museali
- Étude de lutteurs (1924) Musée des Beaux-arts, Narbonne
- Père et fils (1925), Art Institute, Chicago
- Père et fils (1925), Musée d'art moderne, Saint-Étienne

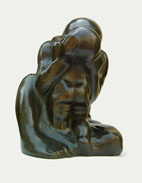
Père et Fils (1925)

- Portrait de Mme I. (1926), Museum Boijmans, Rotterdam
- Nu (1928), Musée National d'art moderne, Centre Pompidou, Parigi
- Nu, étude nº2 (1928), Musée des Beaux-arts, Rennes
- Masque de Paul Éluard (1930), Musée des Beaux-arts, Saint-Denis
- Masque d'André Breton (1930), Bibliothèque Jacques Doucet, Parigi
- Fragment de la Jeune Captive, Fonds municipal d'art contemporain de la ville de Parigi
- Portrait de Laurence Iché (1934), Centre Pompidou, Parigi
- La Contrefleur (1934), Musée d'art moderne, Saint-Étienne
- La Contrefleur (1934), Musée des Beaux-arts, Villeneuve-sur-Lot
- La Jeune Tarentine (1934), Musée du Château de Saint-Ouen
- Max Jacob (1935), Musée des Beaux-arts, Orléans
- Max Jacob (1935), Musée des Beaux-arts, Quimper
- Masque de Louise Hervieu (1936), Centre Pompidou, Parigi
- Mère et enfant (1936), Musée du Château de Saint-Ouen
- Hélène 6 ans (1936), MOMA, New York, collezione Rockefeller
- Hommage à Federico García Lorca (1936) Maison des Mémoire-Maison Joë Bousquet, Carcassonne
- Maquette de Joë Bousquet (1938) Musée des Beaux-arts, Carcassonne
- Melpomène 36 (1939) Musée d'art moderne, Palais de Tokyo, Parigi
- Melpomène 36 (1939) Musée Denys Puech, Rodez
- La Déchirée (1940) Musée Charles De Gaulle, La Boisserie, Colombey-les-deux-églises
- Etude de lutteurs à terre (Jacob et l'ange) (1942), Centre Pompidou, Parigi
- Etude de lutteurs à terre (Jacob et l'ange) (1942), Musée Fabre, Montpellier
- Les lutteurs (1945) Journal L'Équipe, Issy-les-Moulineaux
- Le couple (1948) Musée d'art moderne, Palais de Tokyo, Parigi
- La petite danseuse (1954) Musée des Beaux-arts, Narbonne